# La Plaza de Paraguachí
La Plaza de Paraguachí – miasto w Wenezueli, w stanie Nueva Esparta, na wyspie Margarita.